# Unter deutscher Flagge

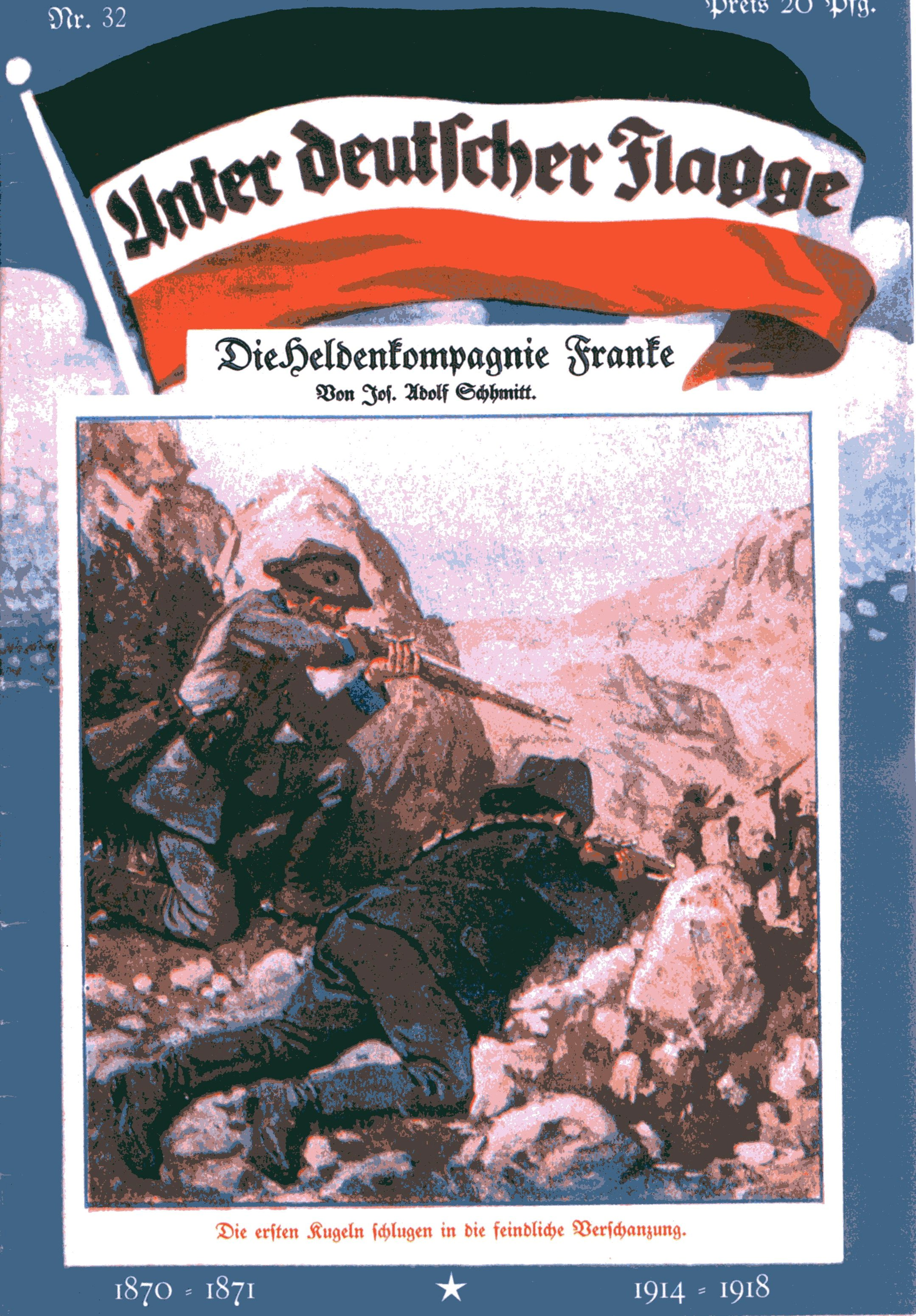
Das Titelbild zeigt Mitglieder der Kompanie Franke der Schutztruppe Deutsch-Südwestafrika im Gefecht gegen die Hereros während des Hereroaufstands 1904 in der deutschen Kolonie Deutsch-Südwestafrika (heute Namibia).

Unter deutscher Flagge war eine deutsche Heftromanserie.

## Geschichte
Die Romane wurden zwischen 1911 und 1916 wöchentlich im Verlagshaus für Volksliteratur und Kunst in Berlin publiziert. Sie erschien im Mittelformat zu 32 Seiten in 240 Ausgaben. Der Verkaufspreis betrug 10 Pfennig bzw. 15 Heller/Centimes. 1916 wurde der Vertrieb der Serie im Königreich Bayern als so genannte Schundliteratur bis zum Ende des Ersten Weltkriegs verboten, im Einzugsbereich der preußischen Stellvertretenden Generalkommandos war er, bis auf Ausnahmen, weiterhin erlaubt. 1933/34 erfolgte eine Neuauflage von 35 Ausgaben mit einem aktualisierten Text auf der Rückseite. Die Serie diente offenbar als Vorbild für die Kriegsbücherei der deutschen Jugend (1939–1945), die wiederum als Vorläufer der bis 2013 publizierten Serie Der Landser angesehen werden kann. Bekannte Autoren waren Friedrich Meister, Carl Ludwig Panknin, Alwin Asten und Karl Bleibtreu.

## Produktionshintergrund und andere zeitgenössische Militärserien
1909 begann das Berliner Verlagshaus für Volksliteratur und Kunst mit der Edition der Serie Klar zum Gefecht. Berühmte Helden zu Wasser und zu Lande. Es war offenbar die erste deutsche Heftromanserie, die explizit das Thema Krieg behandelte. Allerdings hatte bereits 1907 der Dresdner Münchmeyer-Verlag begonnen, in seiner Serie Hurrah – aus Krieg und Frieden Ereignisse aus dem Deutsch-Französischen Krieg oder Kampfhandlungen in den deutschen Kolonien zu publizieren.
Ein Grund für den Serienstart 1911 könnte der 40. Jahrestag der Reichsgründung gewesen sein, wo die Serie jugendliche Leser bei der allgemeinen Jubiläumsberichterstattung abholen konnte. Andererseits erschien ebenfalls 1911 im selben Verlag die Serie Roosevelts-Rauhreiter, vermutlich eine Nachdichtung und weniger Übersetzung der amerikanischen Dime-Novel-Serie Rough Riders Weekly, die 1906 in New York bei Street & Smith verlegt worden war. Hier wurden Ereignisse aus dem Spanisch-Amerikanischen Krieg von 1898 kolportiert (siehe Theodore Roosevelt).

## Themen

### Das 19. Jahrhundert
Themen waren der Deutsch-Französische Krieg, der Deutsch-Dänische Krieg 1864, der Boxeraufstand sowie die zahlreiche Feldzüge und Kleinkriegsoperationen in den deutschen Kolonien Kamerun, Deutsch-Südwestafrika, Deutsch-Ostafrika und der Südsee. Die Serie reagierte daher auch auf zeitgenössische Ereignisse, so z. B. den Aufstand auf Ponape 1910/11 (Aufstand der Sokehs) in Nr. 47, Die Kämpfe von Ponape von Alwin Asten. Auch wurden Operationen im Kontext deutscher Kanonenbootpolitik behandelt, so in Nr. 50, Kapitän Werner im Mittelmeer von Charles Nin, (siehe Reinhold von Werner) oder Nr. 224 von C. L. Panknin: Gut gemacht, Panther (siehe Panther). Der Schwerpunkt der Darstellung lag aber eindeutig auf dem Deutsch-Französischen Krieg.

### Der Erste Weltkrieg
Ab Heft 226 wurden ausschließlich Ereignisse des Ersten Weltkriegs behandelt. Trotzdem entschloss sich der Verlag, spezielle Kriegsserien herauszugeben. Kriegsfreiwillig. Erlebnisse eines Primaners erschien 1914/15 in 150 Bänden. Eigens für Leserinnen wurde die Serie Krieg und Liebe. Erzählungen aus großer Zeit konzipiert, die von 1914 bis 1919 existierte und auf 160 Ausgaben kam. Sie fiel zumindest im Zuständigkeitsbereich der Preußischen Armee nicht unter das allgemeine Verbot der so genannten Schundliteratur ab 1916. Eine weitere Serie, Mit fliegenden Fahnen, erschien von 1914 bis 1917 in 125 Ausgaben.

## Konzeption der Serie am Beispiel von Heft Nr. 4,Die Feuertaufe des Meteor

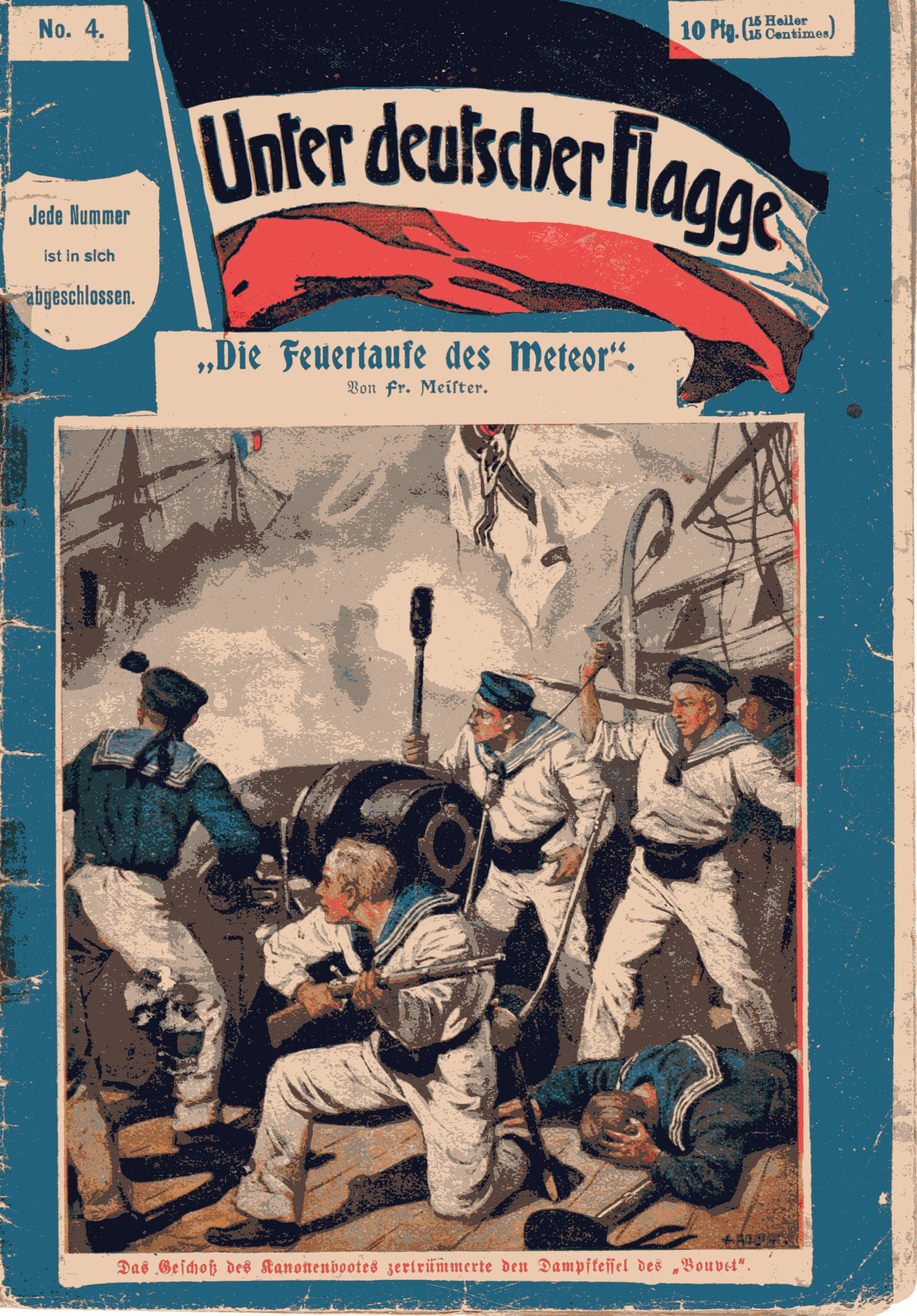
Das Titelbild zeigt das Gefecht des norddeutschen Kanonenboots Meteor gegen den französischen Aviso Bouvet im November 1870 vor dem Hafen von Havanna.

Das Heft enthält 33 Seiten und ist in acht Kapitel gegliedert. Die letzte Seite besitzt eine Rubrik Geschichtliches. Das farbige Titelbild zeigt das Deck des norddeutschen Kanonenbootes Meteor mit einem Geschütz und im Hintergrund den französischen Aviso Bouvet im Pulverdampf und Rauch. Das Bild ist untertitelt: Das Geschoß des Kanonenbootes zertrümmert den Dampfkessel des „Bouvet“.
Die Rahmenhandlung des Romans behandelt das historische Gefecht der Meteor unter Kapitänleutnant Eduard von Knorr mit der Bouvet am 9. November 1870 vor Havanna im Deutsch-Französischen Krieg. Es war das einzige reale Seegefecht zwischen norddeutschen und französischen Einheiten während des Krieges und nahm daher in der maritimen Literatur des Kaiserreichs einen herausragenden Platz ein, wozu sicherlich beitrug, dass Knorr später eine steile Karriere in der Kaiserlichen Marine machte und für Kaiser Wilhelm II. eine Ikone war. Im Erscheinungsjahr des Heftes war Knorr 71 Jahre alt und in Marinekreisen noch immer eine populäre Figur; das Gefecht wurde 1928 in Lohmanns Traditionskalender für die Reichsmarine mit einem eigenen Eintrag aufgenommen.
Die Handlungszeit umfasst den Zeitraum von August bis November 1870 in der Karibik an Bord der Meteor. Die Handlung setzt sich zusammen aus fiktiven Abenteuern einiger Besatzungsmitglieder, die in einem Sturm schiffbrüchig werden, und dem Gefecht vor Havanna am 9. November 1870 (Seite 23 bis 32). Die Schilderung des Gefechts ist sehr ausführlich; der Autor Friedrich Meister griff hierbei offensichtlich auf populäre Publikationen zum Gefecht zurück, wie sie sich zum Beispiel in Reinhold von Werners Das Buch von der Deutschen Flotte (Bielefeld/Leipzig 1902) findet.
Die Überschrift des 7. Kapitels des Heftes, „Ein Zweikampf auf dem Meere“, ist mit einer Fußnote versehen mit dem Text: „Genau nach dem amtlichen Berichte geschildert“ (S. 23). Da das Gefecht allein dem Autor offenbar aus dramaturgischer Sicht nicht zum Aufbau einer spannenden, für Jugendliche geeigneten Handlung genügte, fügte er fiktive Handlungsstränge mit fiktiven Ereignissen ein. Im 1. Kapitel Drohende Anzeichen wird die Meteor auf hoher See nachts von einem unbekannten Segelschiff beschossen; es bleibt offen, ob es eventuell ein französisches Kriegsschiff war.
Im 2. Kapitel Ein Drama auf hoher See stößt die Meteor auf ein treibendes Floß mit Schiffbrüchigen. Der letzte Überlebende ist durch Hunger und Durst wahnsinnig geworden und widersetzt sich seiner Rettung, in dem er sich von dem Floß in die See wälzt. Offenbar stammte er von einem deutschen Schiff namens Seeadler, das von Piraten überfallen wurde.
Durch die Rettungsaktion gerät die Jolle der Meteor durch einen plötzlich aufkommenden Sturm selbst in Seenot, womit das 3. Kapitel Vom Sturm verschlagen eingeleitet wird. Die Jolle wird an den Strand einer Insel gespült, wo die Matrosen das Wrack der Seeadler finden. Bei der Durchsuchung des Wracks stellen sie fest, dass das Schiff tatsächlich von Piraten überfallen wurde und ein heftiger Kampf stattgefunden hat. Die Meteor-Männer entzünden ein Feuer, wodurch das amerikanische Vollschiff Lincoln auf sie aufmerksam wird und aufnimmt. Auf der Meteor hingegen hält man die Verschollenen für tot und hält eine Trauerfeier für sie ab.
Im 4. Kapitel Ein Kampf mit den Spaniern findet die Wiedervereinigung der beiden Handlungsstränge statt. Zufällig führt der Kurs der Lincoln nach Port Royal/Jamaika, das auch von der Meteor angelaufen wird, um in der britischen Kolonie Nachrichten über die politische Situation in Europa in Erfahrung zu bringen. Das Überleben der Totgeglaubten feiern einige Besatzungsmitglieder in einer Taverne, die von einer Spanierin betrieben wird. Gäste sind neben den Deutschen Portugiesen, Amerikaner, Engländer und Spanier. Die Spanier verspotten die deutschen Seeleute als Feiglinge, da die Meteor vor den tapferen Franzosen geflohen sei und beschimpfen sie als dickköpfige, stumpfsinnige und rothaarige Barbaren. Da die anwesenden Engländer und Amerikaner in das Gelächter einstimmen, sehen sich die deutschen Matrosen zur Ehrenrettung gezwungen. Es beginnt eine Schlägerei, in der die Spanier Dolche ziehen, doch die Meteor-Männer zerbrechen Tische und Stühle und schlagen die betrunkenen Widersacher blitzschnell nieder. Zufällig erscheint der Steuermann der Meteor und lässt die Schlägerei abbrechen, damit Kapitänleutnant Knorr keine Unannehmlichkeiten bekommt.
Im 5. Kapitel Mann über Bord! verlässt die Meteor Port Royal und segelt in Richtung Bahamas. Kurz vor Key West/Florida stürzt ein Matrose von einer Rah doch gelingt es ihm, sich an einem Geitau festzuhalten. Knorr lässt ein Boot zu Wasser bringen, so dass der zwischen Himmel und Wasser schwebende Mann sich fallen lassen kann. Er wird von dem Boot aufgenommen und gerettet. Das Kanonenboot läuft Key West an, wo sich die amerikanische Marine (U.S. Navy) freundlich um die Meteor bemüht und ihr sogar Kohlen zur Verfügung stellt. Knorr beschließt, Havanna anzulaufen, da sich dort französische Kriegsschiffe aufhalten sollen, die er zum Gefecht stellen will. In den letzten drei Kapiteln (Nr. 6 Die erste Begegnung mit dem „Bouvet“, Nr. 7 Ein Zweikampf auf dem Meere und Nr. 8 Zu Tode getroffen) handelt Meister mit dem Gefecht vor Havanna das eigentliche Thema des Romans ab, wobei er populären zeitgenössischen Darstellungen folgt. Auf der letzten Seite werden in der Rubrik Geschichtliches die technischen Daten der Meteor und der Bouvet aufgelistet und Knorrs Rolle als Kommandant hervorgehoben. Auch wird der Geschützführer Bootsmannsmaat Körner erwähnt, durch dessen Schuss die Bouvet aus dem Gefecht ausschied.
Letztlich behandelt nur ein Drittel des Romaninhalts das tatsächliche historische Ereignis. Die ersten beiden Drittel der Handlung stammen aus dem allgemeinen Repertoire der Seefahrtsliteratur und dienten dazu, jugendliche Leser für vermeintlich abenteuerliche Aspekte der Seefahrt (Schiffbruch, Piraten, Schlägereien in Hafenkneipen) zu gewinnen. Vermutlich sind die meisten Hefte der Serie ähnlich konstruiert; zur Identifikation für den jugendlichen Leser werden fiktive Handlungsträger und Handlungen konstruiert und in die historische Rahmenhandlung eingebaut.

## Rezeption
Über die Rezeption der Serie existiert bislang keine Untersuchung. Sicher ist nur, dass die Serie bei der Kampagne gegen die Schundliteratur zwar in Bayern, aber nicht im Bereich der preußischen Armeekommandos in den Marken und in Münster verboten wurde; in Kassel wiederum schon. Die Tatsache, dass die Serie 1933/34 wieder aufgelegt wurde, ist zwar sicherlich einerseits auf das Umfeld der nationalsozialistischen Machtergreifung zurückzuführen, andererseits offenbar aber auch darauf, dass die Verleger hofften, an einen früheren Erfolg anknüpfen zu können – eine Hoffnung, die sich jedoch nicht erfüllte, da die Neuauflage bereits nach 35 Ausgaben wieder eingestellt wurde. Die Gründe sind unbekannt, doch möglicherweise erschien der über 20 Jahre alte Erzählstil der Serie inzwischen altbacken im Vergleich zu aktuellen Abenteuerserien wie Rolf Torring’s Abenteuer oder Jörn Farrow’s U-Boot Abenteuer.

## Vertriebsverbot in Bayern 1916. Neuauflage 1933/34
Aufgrund eines Erlasses des I. Königlich Bayerischen Armeekorps in München vom 1. März 1916 wurde der Vertrieb der Serie im Königreich Bayern zum Schutz der Jugend verboten. Das Verbot gründete sich auf Artikel 4, Ziffer 2 des Kriegszustandsgesetzes. In Preußen, so im Bereich des Oberbefehlshabers in den Marken (Berlin) oder im Bereich des VII. Armeekorps Münster, war der Vertrieb erlaubt, im Bereich des XI. Armeekorps Kassel hingegen nicht.
Diese Verbote trafen gut 150 Heftromanserien unabhängig vom Genre oder Erscheinungsjahr, so dass auch Serien unter das Vertriebsverbot fielen, die nur noch antiquarisch gehandelt wurden. Im Gegensatz zu Der Luftpirat und sein lenkbares Luftschiff wurden jedoch von Unter deutscher Flagge die Druckplatten nicht zerstört, so dass eine Neuauflage möglich war. Die Erlasse wurden nach Kriegsende aufgehoben, so dass davon ausgegangen werden muss, dass die Serie auch in der Weimarer Republik branchenüblich noch mehrfach verwertet wurde bis zur völligen Auflösung der Hefte wie andere Heftromanserien auch.
Die 1933 erfolgte Neuauflage erfolgte in einer anderen Nummerierung. Die Titelbilder wurden offenbar beibehalten, der Preis betrug nun 20 Pfennig. Als Herausgeber zeichnete nun das Neue Verlagshaus für Volksliteratur G.m.b.H., Berlin SW 61, Gitschiner Straße 13. Die Serie war über den Buch-, Zeitschriften- und Papierhandel zu beziehen sowie direkt vom Verlag. Dass es sich um die Neuauflage einer alten Serie handelte, wurde im Werbetext nicht erwähnt.

## Titel der Erstausgabe

### 1–100
| - 1. Carl L. Panknin: Die Deutschen vor die Front! - 2. Kurt v. Bossewitz: Graf Zeppelins Heldenritt. - 3. Alwin Asten: Prinz Adalbert, der Held von Tres Forcas. - 4. Friedrich Meister: Die Feuertaufe des Meteor. - 5. Leopold Brausewetter: Der Todesritt von Mars la tour. - 6. Kurt v. Bossewitz: Im Kugelregen von Saint Privat. - 7. Carl L. Panknin: Der Heldenkampf von Eckernförde. - 8. Friedrich Meister: Wissmanns Kämpfe in Afrika. - 9. Carl L. Panknin: Die Hexe von Bazeilles. - 10. Carl L. Panknin: Die Eroberung von Kamerun. - 11. Ferdinand Holst: Der Trompeter von Vionville. - 12. Carl L. Panknin: Der Blockadebrecher von Bagamoyo. - 13. Karl A. Frey: Der Spion von Belfort. - 14. Alwin Asten: Schleswig-Holstein meerumschlungen. - 15. Wilhelm v. Trotha: Die Königsgrenadiere. - 16. Heinrich v. Rheinstädt: Der Franktireur von Ormois. - 17. Konrad Henneberg: Zietenhusaren-Streiche. - 18. Axel A. v. Brandt: Der rote Prinz. - 19. Alwin Asten: Unser Fritz bei Wörth. - 20. Ferdinand Holst: Der Fahnenträger von Dijon. - 21. Carl L. Panknin: Dass Seegefecht bei Jasmund. - 22. Kurt v. Bossewitz: Der Sieger von Beaumont. - 23. Alwin Asten: Die blauen Teufel von Orleans. - 24. Friedrich Meister: Der Sklavenhändler vom Tanganyika. - 25. Heinrich v. Rheinstädt: Hurra, die preußische Artillerie. - 26. Arnim v. Rochlitz: Das Strafgericht von Ablis. - 27. Carl L. Panknin: S. M. S. Albatros in der Südsee. - 28. Axel A. v. Brandt: Auf den Barrikaden von Le Bourget. - 29. Albert Breyer: Der vertauschte Bismarck. - 30. Alwin Asten: Anno 70 mitgelaufen. - 31. Carl L. Panknin: Unsere blauen Jungen in Kamerun. - 32. Wilhelm v. Trotha: Ein Kriegsrat bei König Wilhelm. - 33. Alwin Asten: Die Schwarze Brigade bei Villiers. - 34. Wilhelm v. Trotha: Die Kaiserproklamation in Versailles. - 35. Carl L. Panknin: Das Seegefecht bei Helgoland. - 36. Alwin Asten: Der Rächer des Großen Kurfürsten. - 37. Wilhelm v. Trotha: Die Beschießung von Paris. - 38. Albert Breyer: König Wilhelm bei Sedan. - 39. Wilhelm v. Trotha: Württembergs Helden. - 40. Friedrich Meister: Untergang S. M. S. Undine. - 41. Carl L. Panknin: In den Wüsten Südwestafrikas. - 42. Albert Breyer: Die Petroleusen von Paris. - 43. Carl L. Panknin: Unterseeboot „U 3“. - 44. Josef A. Schmitt: Unter dem roten Kreuz. - 45. Alwn Asten: Bei Coulmiers. - 46. Josef A. Schmitt: General v. Göben und das 8. Armeekorps. - 47. Alwin Asten: Die Kämpfe auf Ponape. - 48. Kurt v. Sooneck: Das X. Armeekorps bei Metz und Beaune la Rolande. - 49. Hektor Frank: Probst und Klinke, zwei Düppler Helden. - 50. Charles Nin: Kapitän zur See Werner im Mittelmeer. | - 51. Josef A. Schmitt: An der chinesischen Mauer. - 52. Valentin Timsch: Preußische Landwehr im Kugelregen. - 53. Wilhelm v. Trotha: Die Kämpfe am Waterberg. - 54. Alwin Asten: Der Schützling des großen Schweigers. - 55. Wilhelm v. Trotha: Generalfeldmarschall Graf von Haeseler. - 56. Ferdinand v. Haecklingen: Ulanenstreiche. - 57. Josef A. Schmitt: Die Brigade v. d. Goltz bei Metz. - 58. Wilhelm v. Trotha: Die Feuertaufe des 4. Jägerbataillons. - 59. Willy Bezkocka: Patrouillenritte in Deutsch-Südwest. - 60. Alwin Asten: Hier gut Brandenburg! - 61. Friedrich Meister: Kanonenboot „v. d. Tann“. - 62. Wilhelm v. Trotha: Das IX. Armeekorps 1870. - 63. Dolf v. Layen: Bei den Totenkopfhusaren. - 64. Kurt v. Sooneck: Zähringer Löwen. - 65. Wilhelm v. Trotha: Die Pommern 1870. - 66. Dolf v. Layen: Das 3. Seebataillon vor Tientsin. - 67. Josef A. Schmitt: Hessenmut und Hessentreue. - 68. Adolf v. Fesodas: Gegen Morengas Banden. - 69. Carl L. Panknin: Taku. - 70. Albert Breyer: General v. Manteuffel und das I. Armeekorps. - 71. Arnold Nestor: Das XIV. Armeekorps. - 72. Alwin Asten: Die Wacht an der Saar. - 73. Friedrich Meister: Strandung S. M. S. „Gneisenau“ vor Malaga. - 74. Alwin Asten: Die Garde bei St. Privat. - 75. Josef A. Schmitt: Der Sohn des Bataillons. - 76. Wilhelm v. Trotha: Die erste preußische Infanterie-Brigade. - 77. Alwin Asten: Generalfeldmarschall Graf v. Moltke. - 78. Willy Bezkocka: Auf Grenzwacht in Südwest-Afrika. - 79. Kurt v. Sooneck: Westfälische Helden. - 80. Gottfried Kern: Im Laufgraben vor Paris. - 81. Alwin Asten: Fürs Vaterland. - 82. Josef A. Schmitt: Das hessische Pionier-Bataillon Nr. 11. - 83. Bernhard Terwey: Erinnerungen eines Eisenbahnbeamten 1870/71. - 84. Valentin Timsch: Unsere Königshusaren. - 85. Artur Nesta: Thüringer Art – treu gewahrt. - 86. Gottfried Kern: Auf Patrouille vor Düppel. - 87. Alwin Asten: Hurra, die 107er! - 88. Josef A. Schmitt: Schambes Batschels Kriegserlebnisse. - 89. Carl L. Panknin: Es darf geraucht werden. - 90. Gottfried Kern: Der Kampf gegen die Mafiti. - 91. Josef A. Schmitt: Rheinische Dragoner. - 92. Fr. Th. Gruss-Magdeburg: Vom Karlistenleutnant bis zum deutschen Armeeführer. - 93. Josef A. Schmitt: Das schwarze Regiment. - 94. Gottfried Kern: Der Heldenkampf an der Lisaine. - 95. Carl L. Panknin: Kameraden in Sturm und Not. - 96. Valentin Timsch: Erstes Hannoversches Infanterie-Regiment Nr. 74. - 97. Dolf v. Layen: Die Dahome-Meuterei in Kamerun. - 98. Helmut Schmidt-Breitung: Anno 1812. - 99. Adolf v. Fesodas: Die Mitrailleusenjäger bei Sedan. - 100. Josef A. Schmitt: Ostpreußische Grenadiere vor Metz. |

### 101–200
| - 101. Alwin Asten: In der Sägemühle von Arbois. - 102. Josef A. Schmitt: Kaiser Alexander Garde-Grenadiere. - 103. Cap. Bootswain: Schiffsjungen-Erinnerungen. - 104. Artur Nesta: Über die Dächer von Châteaudun. - 105. Hans Fischer: Auf der Wacht am Oranje. - 106. Willy Bezkocka: Schulzen Kathrin, das Heldenmädchen von Spichern. - 107. O. Horn: Von Metz nach Orleans. - 108. Josef A. Schmitt: Die Heldenkompagnie Franke. - 109. K. Erich Brachwitz: Das Gardeschützen-Bataillon 1870. - 110. Hermann Kohlmetz: Im Kampfe gegen die Franktireurs. - 111. Josef A. Schmitt: Die Kronprinz-Grenadiere bei Noisseville. - 112. Constantin Jitschin: Ein bayrischer Landwehrmann in Südwestafrika. - 113. Franz Hackenberger: In französischer Gefangenschaft. - 114. Gottfried Kern: Im Kampfe mit den Sklavenjägern des Viktoria-Nyanza. - 115. Carl L. Panknin: Graf Soden und seine Getreuen in Peking. - 116. Alwin Asten: Das Detachement Boltenstern. - 117. Valentin Timsch: Rheinische Jäger. - 118. Wilhelm v. Trotha: Die 10. Ulanen auf der Streife bei Orleans. - 119. Gottfried Kern: Die Unterwerfung von Ugogo. - 120. Josef A. Schmitt: Königsulanen. - 121. Friedrich Meister: Das schlesw.-holst. Dragoner-Regt. Nr. 113 1870/71. - 122. Constantin Jitschin: Im Kampfe mit Owambos. - 123. Hans Klaeber: Die 3. schwere Batterie Artillerie-Rgts. 3 bei Spichern. - 124. Friedrich Meister: Steuermann Larsens Abenteuer. - 125. Armin Trast: Heldenstücklein sächsischer Reiter vor Buzancy. - 126. Hans Fischer: Verirrt und vermisst. - 127. O. Horn: Der Überfall bei Chatillons sur Seine. - 128. Franz Hackenberger: Die Hacketäuer (Inf.-Regt. No. 16) bei Beaune la Rolande. - 129. H. v. Kobell: Zwei bayerische Kameraden. - 130. Artur v. Loebell: Aus meiner Leutnantszeit 1870–71. - 131. Ferdinand v. Haecklingen: Gegen die Witbois. - 132. Armin Trast: Das 5. Jäger-Bataillon bei Weissenburg. - 133. Kurt v. Sooneck: Ostpreußische Füsiliere. - 134. Hermann Kohlmetz: Marly, der Kriegshund. - 135. Hans Klaeber: Brandenburg. Feldart.-Regt. No. 3 bei Vionville. - 136. Armin Trast: Die Sachsen bei Str. Privat. - 137. Alwin Asten: Die Stürmer von Amiens. - 138. O. Mock (d. i.: Oskar Stock): Auf Streife gegen Herero und Hottentotten. - 139. Hans Klaeber: Das hannoversche Feldartillerie-Regt. Nr. 10 bei Vionville und Beaune la Rolande. - 140. Carl L. Panknin: Die Spionin von Amiens. - 141. Hans Fischer: Wir wollen Freunde bleiben. Eine wahre Begebenheit aus dem südwestafrikanischen Aufstande. - 142. A. Astory: Im Ringen um Le Mans. - 143. Carl L. Panknin: Schnaps, der Affe. - 144. Gottfried Kern: Deutsche Kämpfe in Kamerun. - 145. Artur v. Loebell: Sanitätsdetachement Loebell von der 4. Reserve-Division 1870/71. Nach dem Tagebuch des Vaters zusammengestellt. - 146. Armin Trast: Württemberger Jäger bei Wörth. - 147. Paul Mähler: Der Wüstentod. - 148. Carl L. Panknin: Deutschlands schwarze Brigade zur See. - 149. Walter Bloem: Der Kampf im Spicherer Wald. - 150. Alwin Asten: Hurra, die Gardejäger! | - 151. Constantin Jitschin: Schutztruppe und Buren gegen Hottentotten. - 152. Alwin Asten: Im Walde von Garenne. - 153: Walter Bloem: Die Verteidigung des Kirchhofs von Beaune la Rolande. - 154. Paul Mähler: Auf Schmugglerposten in Süd-West. - 155. Arnold Tell: Der Tambour von Le Bourget. - 156. Carl L. Panknin: Seemanns-Reliquien. - 157. Hermann Kohlmetz: Ein lustiger Kriegskamerad. - 158. Alwin Asten: Von der Schulbank in den Tod. - 159. Hans Fischer: Ein gefährlicher Patrouillenritt. - 160. Ludwig Blümcke: Schleswig-Holsteinische Helden. - 161. Friedrich Meister: Die Piraten von Mozambique. - 162. Alwin Asten: Von Bapauma nach St. Quentin. - 163: Gottfried Kern: Im Kampf mit Simon Kopper. - 164. Curt Helbig: Die 40er auf Vorposten bei Saarbrücken. - 165. Wilhelm v. Trotha: Das 2. Garde-Dragoner Regt. 1870/71. - 166. Hans Fischer: Kameradschaft bis zum Tode. - 167. Arnold Tell: An der Hallue. - 168. H. Nagel: Die Garde-Feldartillerie bei St. Privat. - 169. Gottfried Kern: Die Zerstörung der Station Madimola. - 170. Arnold Nestor: Die Helden an der Lisaine. - 171. Th. Martens: In Sturm und Not. Erzählungen aus der Handelsmarine. - 172. Arnold Tell: Die Schanzenstürmer von Boulay. - 173. Ferdinand Ast: Auf den Eisschollen der Marne. - 174. Ludwig v. Dirschau: Mein Hauptmann. Nach den Mitteilungen eines Gardeveteranen. - 175. Gottfried Kern: Wißmanns Expedition zum Kilimandscharo. - 176. Ludwig v. Dirschau: Hanseaten und Bayern bei Loigny-Poupry. - 177. Carl L. Panknin: Unser Julchen. Eine Marine-Bärengeschichte. - 178. Curt Helbig: Die Feuertaufe des 1. Bayr. Jägerbataillons. - 179. Friedrich Meister: Der Schiffbruch des deutschen Schoners „Robertson“. - 180. Alwin Asten: Die sieben Schwaben. - 181. Friedrich Meister: Die 35er Füsiliere vor Le Mans. - 182. Gottfried Kern: Der Todesritt ins Sandfeld. - 183. Th. Martens: Meine erste Seereise als Schiffsjunge nach China. - 184. Hans Fischer: Mit Verwundeten auf der Pad. - 185. Alwin Asten: Im Jägerhaus von Champigny. - 186. Albin Geyer: Der letzte Napoleonstag. - 187. Th. Martens: Im russischen Dienst. - 188. Hans Fischer: Die Erstürmung der Naukluft. - 189. Konrad Hochmeister: Die Brigade Kettler. - 190. Fritz Nußhag: Badische Leib-Dragoner 1870/71. - 191. Albert Breyer: Otto v. Bismarck. - 192. Hans Fischer: Die Unzertrennlichen. - 193. Heinrich v. Reuß: Die Seekadetten S. M. S. Augusta 1870/71. - 194: Valentin Trutz: Patrouillenritte der Taxis-Chevaulegers. - 195. Th. Martens: Deutsche Seeleute in Japan. - 196. Otto Vitense: Die Mecklenburger bei Lumau-Loigny. - 197. Alwin Asten: Die Franctireurs des Vosges. - 198. Armin Trast: Unnaer Landwehrleute. - 199. Max Fiedler: Die 41er bei Robert le Diable. - 200. Armin Trast: Feldwachen-Abenteuer 1870/71. |

### 201–240 + Sonderhefte
| - 201. Carl L. Panknin: Zum 50. Jahrestag des Übergangs nach Alsen. - 202. Gottfried Kern: In den Urwäldern von Neu-Kamerun. - 203. Alwin Asten: Mit schwerem Geschütz. - 204. Fritz Nußhag: Ein Kriegsfreiwilliger als Kundschafter. - 205. Alwin Asten: In und vor Verdun. - 206. Wilhelm v. Trotha: Die Festungsartillerie 1864. - 207. Armin Trast: Das Hessische Inf.-Regt. Nr 83 bei Floing. - 208. Kurt v. Sooneck: Das 5. Badische Inf. Reg. im Kampf mit Franktireurs. - 209. Arnold Nestor: Im Sattel durch Frankreich. - 210. Wilhelm v. Trotha: Die Festungs-Artillerie 1870/71. - 211. Friedrich Meister: Irrfahrten des Kulischiffes „Balboa“. - 212. Max Fiedler: Die 68er im Norden Frankreichs. - 213. Ludwig v. Dirschau: Westfälische Treue. - 214. Gottfried Kern: Auf einsamer Wacht an der Nyika. - 215. Alwin Asten: Die Kirche von Argenteuil. - 216. Gottfried Kern: Die deutsche Fahne in Nord-Kamerun. - 217. Carl L. Panknin: Wir deutschen Seeleute kämpfen und sterben. - 218. Gottfried Kern: Verirrt in den Wildnissen Deutsch-Ostafrikas. - 219. Max Fiedler: Landwehrmann Stanislaus. - 220. Friedrich Meister: Garde-Dragoner Schütz, der Retter des Fürsten Herbert Bismarck. - 221. Alwin Asten: Gegen die Ebas in Neu-Kamerun. - 222. Arnold Tell: Zwei Kameraden. - 223. Fritz Nußhag: Deutsche Treue daheim und draußen. - 224. Carl L. Panknin: Gutgemacht, Panther! - 225. Alwin Asten: Lieb' Vaterland, magst ruhig sein! | Ab Heft 226 wurde die Neue Folge eingeführt mit Darstellungen aus dem Weltkrieg 1914/15 - 226 = N. F. 1. Carl L. Panknin: Wir halten fest und treu zusammen. - 227 = N. F. 2. Hermann Gerstmayer: Die Württemberger im Kampf mit Indern. - 228 = N. F. 3. Alwin Asten: Ein Held an der Kanone. - 229 = N. F. 4. Fritz Daum: Deutsche Reiter am Feinde. - 230 = N. F. 5. Arnold Nestor: Die Totenkopfpioniere von St. Mihiel. - 231 = N. F. 6. Arnold Nestor: Die Autofänger von Breslau. - 232 = N. F. 7. Fritz Daum: Deutsche Landwehr in Belgien. - 233 = N. F. 8. Gottfried Kern: Der Sturm auf die Höhe. - 234 = N. F. 9. Hermann Gerstmayer: Schwabenstreiche. - 235 = N. F. 10. Fritz Daum: Ein ostpreußischer Förster. - 236 = N. F. 11. Gottfried Kern: Unterseeboot gegen Panzerkreuzer. - 237 = N. F. 12. Fritz Daum: Der eiserne Wall. - 238 = N. F. 13. Herbert Gerwig: Eine Ulanenpatrouille. - 239 = N. F. 14. Fritz Daum: Bayern an der Maas. - 240 = N. F. 15. Hermann Gerstmayer: Württemberger in den Kämpfen um M ... Sonderhefte - Sonderheft 1. Carl Bleibtreu: Preußens Heeresruhm. 1. Teil. - Sonderheft 2. Carl Bleibtreu: Preußens Heeresruhm. 2. Teil. - Sonderheft 3. Carl Bleibtreu: Preußens Heeresruhm. 3. Teil. - Sonderheft 4. Carl L. Panknin: Kaiser Wilhelm der Große. - Sonderheft 5. Carl L. Panknin: Aus dem Leben Kaiser Friedrichs III. - Sonderheft 6. Wilhelm v. Trotha: Aus dem Leben Kaiser Wilhelms II. |